# مجموعة جفيريز المالية
مجموعة جفيريز المالية (Jefferies Financial Group) هي شركة خدمات مالية أمريكية مقرها في مدينة نيويورك ومدرجة في قائمة فورتشن 1000 لأكبر الشركات.